# イットリウムリチウムフルオライド
イットリウムリチウムフルオライドまたはフッ化リチウムイットリウム（LiYF4、またはYLF）は 複屈折性結晶で、ネオジムを添加することで固体レーザーのレーザー媒質として用いられる。